# Gummeroth
Gummeroth ist ein Ortsteil von Gummersbach im Oberbergischen Kreis im südlichen Nordrhein-Westfalen.

## Geographie
Gummeroth liegt knapp fünf Kilometer westlich des Stadtzentrums zwischen den Erhebungen Gummershardt, Hömerich und Stahlberg. Hier entspringt der Strombach, welcher in Vollmerhausen in die Agger mündet.

## Geschichte
1450 fand der Ort erstmals urkundlich Erwähnung, indem „Pueri Teilonis (dt.: Nachkommen des Teile) und weitere Einwohner to (= zu) Gummeroide“ als Wachszinsige des Kölner Apostelstiftes aufgeführt wurden.
Das Dorf Gummeroth gehörte bis 1806 zur Reichsherrschaft Gimborn-Neustadt.
Der Name Gummeroth lässt an Gummersbach denken (beide Ortsbezeichnungen gehen möglicherweise auf einen Eigennamen Gummar oder Gumbir zurück).

## Freizeit

### Vereinswesen
- Die Löschgruppe der Freiwilligen Feuerwehr Gummeroth gehört zur Freiwilligen Feuerwehr Gummersbach. Jährlich am ersten Juliwochenende findet das von der Gummerother Feuerwehr organisierte Dorffest statt.

Weitere Vereine in Gummeroth:
- Häkelverein Gummeroth
- Frauenverein Gummeroth

### Ausflugsziele
- Das mittlerweile leider geschlossene Bauernhof-Café „Im alten Haus“ bot selbstgebackenen Kuchen und bergische Waffeln sowie Wanderkarten für Exkursionen in die Umgebung an.

### Wandern und Radwege
- Durch Gummeroth führt der Wanderweg „Geologie und Geschichte in Bergisch Gladbach“:

Hauptwanderweg 11a Rheinischer Weg (ca. 59 km)
Strecke: Bergisch Gladbach 0,0 – Herkenrath 7,0 – Brombach 17,0 – Hohkeppel 22,0 – Holz 27,0 – Berghausen 42,0 – Gummeroth 50,0 – Gummersbach-Niederseßmar 59,0
- Um und über die nahe gelegenen Erhebungen Gummershardt und Hömerich führen einige Rundwege. Auf der Gummershardt stand früher ein denkmalgeschützter 15 m hoher Aussichtsturm, der seit 2006 gesperrt war[4] und schließlich aufgrund von Baufälligkeit 2011 gesprengt wurde.[5]

## Verkehr
Die Haltestellen Gummeroth Mitte und G. Dorfplatz werden über die Buslinien 307 (Gummersbach Bf. – Lindlar – Gimborn) sowie 361 (Gummersbach Bf. – Gummeroth Dorfplatz) angeschlossen.